# سد عباس آباد (بانه)
سد عباس‌آباد (بانه)، سدی در نزدیکی روستای کیله عباس آباد و ۱۸ کیلومتری جنوب شرقی مرکز شهرستان بانه در استان کردستان است که بر روی رودخانه ننور احداث شده است.
این سد خاکی با هسته رسی با هدف تأمین سالانه ۱۶٫۵ میلیون متر مکعب آب برای آشامیدن و صنعت شهر بانه، بوئین، کانی سور، آرمرده و روستاهای اطراف و آبیاری ۳۰۰ هکتار زمین کشاورزی تا افق سال ۱۴۲۰ طراحی و ساخته شده است. از اهداف دیگر این سد ایجاد تفرجگاه برای اهالی منطقه است.
آب آشامیدنی شهر بانه از طریق مخزن دو سد عباس‌آباد و سد بانه تأمین می‌شود.
| کارفرما:  | شرکت آب منطقه ای کردستان        |
| مشاور:    | مهندسین مشاور تماوان            |
| پیمانکار: | شرکت مهندسی و ساختمان شمس عمران |

## نگارخانه
.